# Rostov Velikij
 Ikke at forveksle med Rostov ved Don.
Rostov (russisk: Ростов; også kaldet Rostov Velikij, "Store Rostov", og officielt Rostov Jaroslavskij) er by ved søen Nero i Jaroslavl oblast i det vestlige Rusland, nordvest om Moskva, med 27.298(2024) indbyggere. Rostov blev grundlagt i 862 og er en af de ældste byer i Rusland. Byen indgår i Den Gyldne Ring.